# 理海谷鐵豬
理海谷野豬隊（Lehigh Valley IronPigs）是美國職棒的一支3A級的小聯盟球隊，目前屬於費城費城人的農場體系。該隊現在以賓夕法尼亞州亞倫城的可口可樂球場為主場，參與國際聯盟的比賽。球隊主場有8,100個座位，花費5200萬美金建造，於2008年落成，這也是該球隊搬遷至此並改名後的第一個球季。在前一個球季，該球隊原來在加拿大首都渥太華，隊名為渥太華野貓（Ottawa Lynx）。渥太華野貓在2007年球季以前一直是大聯盟蒙特婁博覽會暨華盛頓國民的3A球隊；而在1987年至2006年費城附屬的3A則是同樣位於賓州的史卡蘭頓／威克斯-巴里紅勇士（Scranton/Wilkes-Barre Red Barons）。
該隊命名係由於賓州理海谷當地之世界知名的鋼鐵製造業。